# Elecciones federales de México de 1982
Las elecciones federales de México de 1982 se llevaron a cabo el domingo 4 de julio de 1982, y en ellas fueron elegidos a nivel federal:
- Presidente de la República. Jefe de Estado y de Gobierno electo para un periodo de seis años no reelegibles en ningún caso, y que comenzó su gobierno el 1 de diciembre de 1982. El candidato electo fue Miguel de la Madrid Hurtado.
- 400 Diputados Federales. Miembros de la cámara baja del Congreso de la Unión, 300 elegidos de manera directa por cada distrito uninominal y 100 elegidos indirectamente a través de un sistema de listas nacionales por cada una de las 5 circunscripciones en las que se divide el país, todos por un periodo de tres años, que comenzó el 1 de septiembre de 1982.
- 64 Senadores. Miembros de la cámara alta del Congreso de la Unión, 2 por cada estado de la federación y por el Distrito Federal, electos de manera directa por un periodo de seis años que comenzó el 1 de septiembre de 1982.

Como resultado de la reforma política de 1977, en contraste con las anteriores elecciones celebradas en 1976 (en las que participó únicamente un candidato, José López Portillo), en las elecciones de 1982 participaron siete candidatos, la mayor cantidad de candidatos registrados hasta entonces en una elección presidencial mexicana.
Estas serían las últimas de las elecciones presidenciales simbólicas/no competitivas en las que el PRI (en el poder desde 1929) y su candidato presidencial no enfrentaron una oposición seria y ganaron por un amplio margen. No obstante, ya el porcentaje de votos obtenido por De la Madrid se consideró particularmente bajo (con 70,96% fue el peor resultado histórico para el PRI en ese momento).
Cabe destacar que Rosario Ibarra de Piedra, postulada por el Partido Revolucionario de los Trabajadores, fue la primera mujer en la historia mexicana en ser candidata presidencial.

## Antecedentes
Las elecciones anteriores, celebradas en 1976, habían contado con un solo candidato presidencial (José López Portillo). La falta de oposición en esa elección generó serias dudas, a nivel nacional e internacional, sobre la legitimidad del sistema político mexicano bajo el PRI, que había estado en el poder desde 1929. Debido a esto, en 1977 se aprobó una reforma política que permitió que muchos más partidos compitieran en las elecciones federales (incluido el Partido Comunista Mexicano de décadas de antigüedad, al que hasta entonces se le había prohibido participar en las elecciones), además de brindar una mejor representación para las elecciones federales a los partidos de oposición en la Cámara de Diputados.
Como resultado, nueve partidos políticos pudieron participar en las elecciones de 1982. En la elección presidencial, hubo siete candidatos registrados, que en ese momento era el mayor número de candidatos registrados en una elección presidencial y fue un marcado contraste con la elección de un solo candidato de 1976.
No obstante, estos resultaron ser cambios bastante estéticos, ya que el PRI siguió siendo el partido dominante y las prácticas de compra de votos y fraude electoral se mantuvieron generalizadas. No fue hasta mediados y finales de la década de los 80 que el PRI comenzó a enfrentar desafíos reales a nivel estatal y federal por parte de los partidos de oposición (particularmente, por el PAN y el PRD).

## Selección del candidato presidencial del PRI
Hacia 1981, los funcionarios percibidos por la opinión pública con más posibilidades de ser elegidos por López Portillo para sucederle en la presidencia de la república eran Jorge Díaz Serrano (director general de PEMEX), Miguel de la Madrid (Secretario de Programación y Presupuesto) y Javier García Paniagua (Presidente nacional del PRI). Entre ellos, inicialmente el más favorecido para obtener la candidatura presidencial era aparentemente Díaz Serrano, quien además de ser un viejo amigo de López Portillo, gozaba de la popularidad derivada de la bonanza financiera que el país había gozado en esos años a raíz del descubrimiento y explotación de nuevos yacimientos petroleros durante su gestión en PEMEX y de los elevados precios internacionales del petróleo, del cual México se había convertido en uno de los principales exportadores en años anteriores (a este respecto fue célebre la frase del presidente López Portillo en agosto de 1977, al anunciar que el país debía acostumbrarse "a administrar la abundancia").
Sin embargo, en junio de 1981 los precios internacionales del petróleo se desplomaron, y Díaz Serrano, sin la autorización del gabinete económico, anunció en consecuencia que México bajaría los precios de su petróleo en 4 dólares. La controversia desatada en torno a la decisión de Díaz Serrano desembocó en su renuncia a la Dirección General de PEMEX y, con ello, a sus aspiraciones presidenciales.
De esta manera, los dos aspirantes serios que restaban eran García Paniagua y De la Madrid. García Paniagua, hijo del general Marcelino García Barragán, era fiel reflejo de la élite política posrevolucionaria, y era identificado con el sector "populista" más proclive a enarbolar el discurso de la Revolución Mexicana y a continuar la política general de López Portillo. En contraparte, De la Madrid (quien tenía un posgrado en Administración Pública por la Universidad de Harvard) era percibido como un hábil tecnócrata, reconocido principalmente por haber elaborado el Plan Global de Desarrollo, dado a conocer en abril de 1980, que pretendía regir la planeación de la política económica del gobierno lópezportillista.
La caída de los precios petroleros en junio de 1981 alteró radicalmente el panorama nacional, y el proceso de la selección del candidato presidencial se llevó a cabo mientras una crisis económica cada vez más grave se apoderaba del país. La incertidumbre amenazó con paralizar a la administración pública, por lo que López Portillo se vio obligado a anunciar, de manera anticipada, el 25 de septiembre al elegido para sucederlo en la Presidencia de la República: Miguel de la Madrid Hurtado.
La selección de De la Madrid se debió principalmente a que, en medio de la crisis que empezaba a causar estragos en la economía nacional, López Portillo consideró que su Secretario de Programación y Presupuesto era el más indicado para hacer frente a la situación debido a sus habilidades administrativas (particularmente a su elaboración del antes mencionado Plan Global de Desarrollo). Según relataría el propio De la Madrid, la reacción de García Paniagua por no haber sido el elegido para la candidatura presidencial fue particularmente agresiva, por lo que éste fue reemplazado en la Presidencia del PRI por Pedro Ojeda Paullada un par de semanas después del anuncio.
No fue poca la oposición que despertó la selección de De la Madrid dentro del propio partido, sobre todo dentro de los sectores más tradicionales, puesto que el candidato era percibido como un tecnócrata conservador sin habilidades políticas (de hecho, al igual que López Portillo, De la Madrid nunca había desempeñado un cargo de elección popular al momento de ser nominado candidato presidencial). Entre los inconformes destacaba el viejo líder de la CTM, Fidel Velázquez, quien presuntamente había favorecido a García Paniagua. En contraparte, el anuncio de la candidatura de De la Madrid fue bien recibido por la comunidad bancaria y el sector empresarial, lo que se vio reflejado en un aumento de 10 puntos en la Bolsa Mexicana de Valores el día de su nominación.
No obstante la inicial hostilidad por parte de varios sectores dentro del PRI, finalmente De la Madrid logró consolidar su posición y reunir el apoyo de su partido, aglutinando en torno a sí a la llamada "cargada priísta".

## Campaña y crisis económica
Tras ser nominado como precandidato presidencial, De la Madrid designó a Manuel Bartlett Díaz como Coordinador General de su campaña, mientras que a su cercano colaborador en la SPP, Carlos Salinas de Gortari, le encomendó la dirección del Instituto de Estudios Políticos, Económicos y Sociales (IEPES). En la práctica, Bartlett fungiría como el "Jefe político" de la campaña, y Salinas de Gortari como el "Jefe económico".
Los años 1981 y 1982 fueron particularmente difíciles para la economía mexicana. Al momento de la nominación de De la Madrid en septiembre de 1981, las finanzas públicas del país ya habían comenzado a sentir los primeros estragos como consecuencia de la baja de los precios del petróleo en junio. No obstante, en un primer momento el discurso de la campaña delamadridista, si bien no negaba la crisis económica, prefería "hacerla de lado" y no se desvió en gran medida de la tradicional tónica "nacionalista" y "revolucionaria" de las previas campañas presidenciales del PRI. De la Madrid propuso siete tesis centrales como eje de su campaña: "Nacionalismo revolucionario", "democratización integral", "sociedad igualitaria", "descentralización de la vida nacional", "desarrollo, empleo y combate a la inflación", "planeación democrática" y, la más famosa de todas, "renovación moral de la sociedad". Esta última, que hacía énfasis en frenar y combatir la corrupción en el gobierno, resonó particularmente con el electorado, puesto que la presidencia de López Portillo había estado envuelta en graves escándalos de corrupción en todos los niveles, desde funcionarios nombrados por el presidente (los casos más "célebres" fueron los de Arturo Durazo Moreno alias "El Negro Durazo", Jorge Díaz Serrano y Carlos Hank González) hasta integrantes de la familia presidencial (muchos de los cuales también desempeñaron cargos públicos en su administración). En este contexto, según una encuesta realizada en octubre de 1981, el 70% de la población consideraba que la corrupción en el país había alcanzado "niveles gigantescos".
Con el paso de los meses, la situación económica del país continuó deteriorándose: de septiembre de 1981 a enero de 1982 se disparó la fuga de capitales y la desconfianza en la economía nacional. El 5 de enero de 1982, el gobierno hizo un llamado a evitar el dispendio de gasolina, ya que de lo contrario se tendría que empezar el racionamiento. En febrero el gobierno de López Portillo se vio obligado a devaluar el peso, quedando el tipo de cambio en 46 pesos por dólar. Ya para entonces, el gobierno había perdido 3,000 millones de dólares de sus reservas internacionales. No obstante esta primera devaluación, la especulación y la fuga de capitales continuaron, la inflación continuó en ascenso y el gobierno tuvo que ajustar las tarifas públicas.
En un evento de campaña en Villahermosa, De la Madrid insinuó apoyar la legalización del aborto, afirmando que "a medida que el índice de población aumenta, los recursos escasos -y me refiero a los recursos en general, no solo a los económicos- no logran mantenerse a la par de ese crecimiento", y mencionó la necesidad de discutir asuntos "tales como el respeto a la libertad no solo de la pareja, sino en especial a la de las mujeres, con miras a darles opciones verdaderamente libres y proteger su salud", refiriéndose explícitamente al "tema del aborto -un asunto delicado de tratar, pero que ha sido tratado aquí- porque es un tema que la sociedad no puede ignorar".
En marzo, como concesión al candidato oficialista, López Portillo realizó cambios en su gabinete y nombró a Jesús Silva-Herzog Flores y a Miguel Mancera Aguayo (ambos cercanos a De la Madrid) como Secretario de Hacienda y Director del Banco de México, respectivamente.
Conforme la crisis económica empeoraba, la campaña delamadridista empezó a adoptar un tono más "realista". En un discurso pronunciado el 24 de mayo de 1982 en León, Guanajuato, De la Madrid se pronunció por programa profundo de combate a la inflación y la inestabilidad cambiaria, se comprometió a evitar una recesión y a proteger el empleo, para finalmente manifestar su rechazo "al populismo y cualquier forma de demagogia". Varios comentaristas señalaron que el propio De la Madrid, como Secretario de Programación y Presupuesto y autor del "Plan Global de Desarrollo" en 1980 que no había previsto una baja en los precios del petróleo y cuyos mecanismos resultaron insuficientes para lidiar con la posterior debacle, era en buena medida corresponsable por la crisis económica.

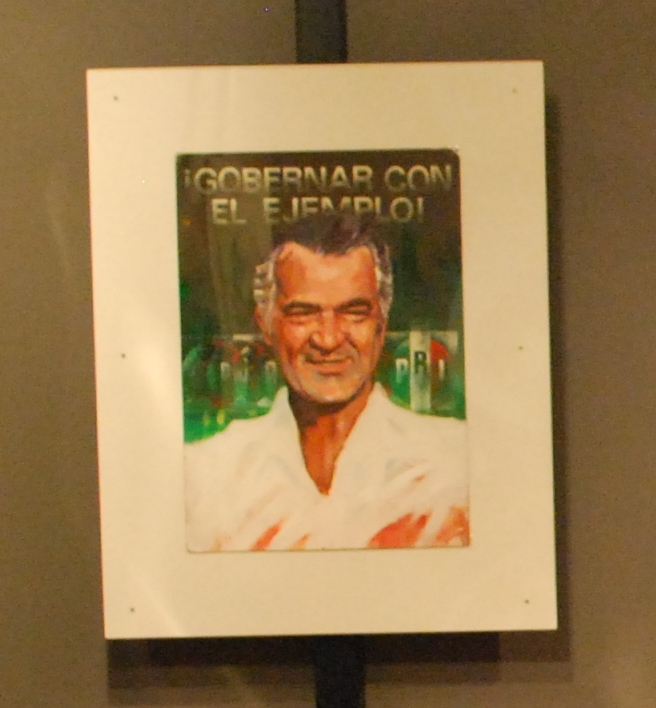
Un póster de la campaña de De la Madrid.
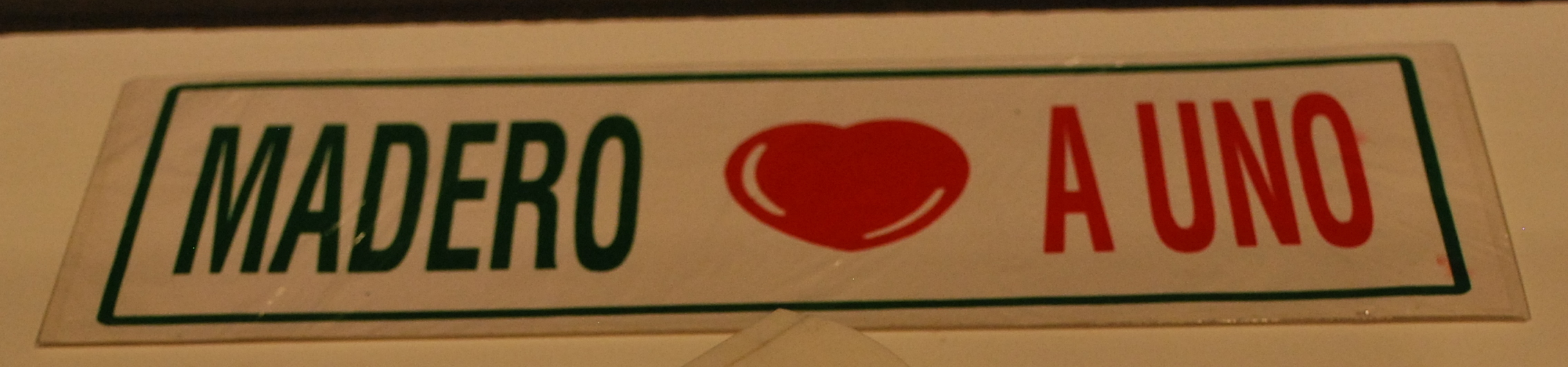
Una pegatina de la campaña de Pablo Emilio Madero (PAN).
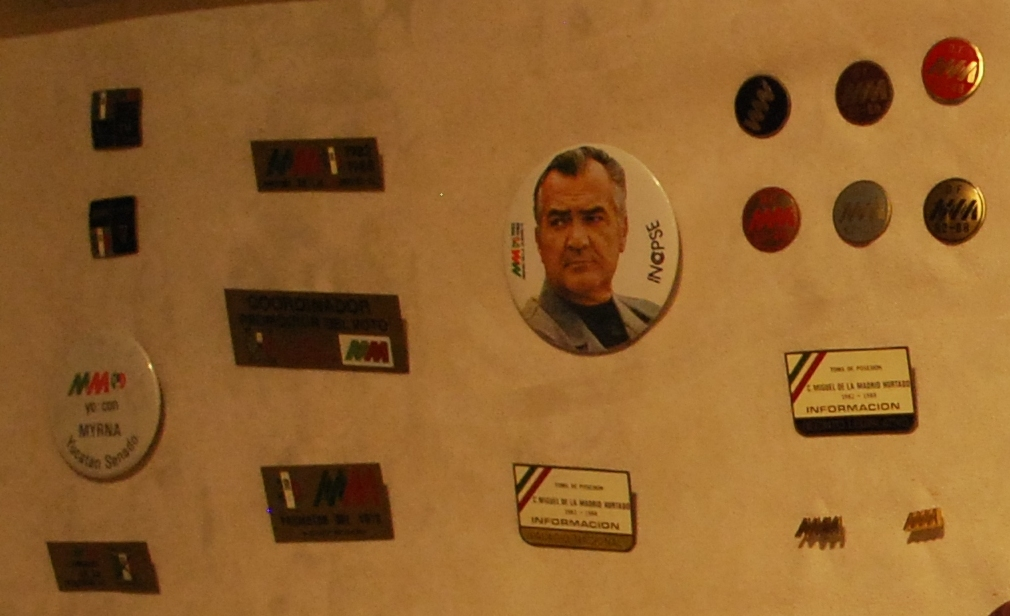
Botones de la campaña de De la Madrid.

El PRI fue criticado por los elevados gastos de la campaña oficial, no obstante la crítica situación financiera del país. En defensa, De la Madrid declaró que "Podríamos ahorrarnos mucho dinero centrando la campaña en televisión y radio, pero la idiosincrasia mexicana exige que el pueblo conozca a su candidato y tenga oportunidad de hacerle llegar sus problemas" y que prefería "el coste de las campañas políticas al coste de la represión que llevan consigo los regímenes dictatoriales". De la Madrid realizó una amplia gira por el territorio nacional, como tradicionalmente habían hecho los candidatos priístas presidenciales; la periodista Isabel Arvide, enviada por El Sol de México para cubrir la campaña, afirmaría que De la Madrid recorrió más de 114 000 kilómetros en su campaña.
El 19 de junio se llevó a cabo el cierre de campaña de Arnoldo Martínez Verdugo, candidato presidencial del Partido Socialista Unificado de México (PSUM) en el zócalo de la Ciudad de México. Dicho evento fue de especial trascendencia, tanto por el hecho de que se trataba de la primera manifestación opositora en llevarse a cabo en el zócalo de la capital en 14 años (desde las protestas estudiantiles y la consecuente Masacre de Tlatelolco en 1968, el oficialismo había prohibido el uso de dicho recinto a organizaciones opositoras), como por la multitudinaria asistencia que tuvo, registrándose varios miles de simpatizantes del PSUM en aquella jornada. El evento fue denominado por la prensa como el "Zócalo Rojo".
A pesar de la crisis económica que empeoraba y de los escándalos de corrupción del gobierno de López Portillo, el PRI mantuvo la delantera en las encuestas y, como siempre había sucedido desde que dicho partido llegó al poder en 1929, su candidato fue el eventual vencedor de la elección por un amplio margen, dado que la oposición permaneció dividida y ninguno de sus candidatos tenía la fuerza política suficiente para desafiar verdaderamente a De la Madrid y al gigantesco aparato político del PRI. La antes mencionada propuesta de De la Madrid de la "Renovación moral de la sociedad" también fue considerada una de las razones de su victoria, puesto que los votantes confiaron en que el austero y reservado candidato haría un verdadero esfuerzo para combatir a la corrupción en México. Además, De la Madrid logró distanciar su imagen de la de López Portillo y pudo proyectarse como un tecnócrata serio y trabajador que sería el "antídoto perfecto" para el desastre económico y social que había dejado su antecesor.

## Resultados de la elección para Presidente de la República

### Resultados a nivel nacional
|  | 70.96 % |

|  | 15.69 % |

|  | 3.49 % |

|  | 1.84 % |

|  | 1.77 % |

|  | 1.45 % |

|  | 0.21 % |

|  | 0.12 % |

|  | 4.47 % |

|  | 100.00 % |

Fuente: Diario Oficial de la Federación, 8 de octubre de 1982

### Resultados por entidad federativa
| Estado              | De la Madrid (PRI + PARM + PPS) | De la Madrid (PRI + PARM + PPS) | Madero (PAN) | Madero (PAN) | Martínez Verdugo (PSUM) | Martínez Verdugo (PSUM) | González Golláz (PDM) | González Golláz (PDM) | Ibarra (PRT) | Ibarra (PRT) | Díaz Cerecedo (PST) | Díaz Cerecedo (PST) | Moreno (PSD) | Moreno (PSD) | Candidatos no registrados | Candidatos no registrados | Votos nulos | Votos nulos | Total      |
| Estado              | Votos                           | %                               | Votos        | %            | Votos                   | %                       | Votos                 | %                     | Votos        | %            | Votos               | %                   | Votos        | %            | Votos                     | %                         | Votos       | %           | Total      |
| ------------------- | ------------------------------- | ------------------------------- | ------------ | ------------ | ----------------------- | ----------------------- | --------------------- | --------------------- | ------------ | ------------ | ------------------- | ------------------- | ------------ | ------------ | ------------------------- | ------------------------- | ----------- | ----------- | ---------- |
| Aguascalientes      | 139,796                         | 70.24%                          | 31,570       | 15.86%       | 1,879                   | 0.94%                   | 3,122                 | 1.56%                 | 1,300        | 0.65%        | 4,009               | 2.01%               | 345          | 0.17%        | 33                        | 0.01%                     | 16,967      | 8.52%       | 199,021    |
| Baja California     | 287,673                         | 53.92%                          | 147,092      | 27.57%       | 16,456                  | 3.08%                   | 6,298                 | 1.18%                 | 12,403       | 2.32%        | 11,047              | 2.07%               | 1,149        | 0.21%        | 346                       | 0.06%                     | 50,996      | 9.55%       | 533,460    |
| Baja California Sur | 66,048                          | 72.78%                          | 13,852       | 15.26%       | 2,336                   | 2.57%                   | 537                   | 0.59%                 | 3,444        | 3.79%        | 763                 | 0.84%               | 124          | 0.13%        | 23                        | 0.02%                     | 3,617       | 3.98%       | 90,744     |
| Campeche            | 104,416                         | 84.05%                          | 8,052        | 6.48%        | 898                     | 0.72%                   | 401                   | 0.32%                 | 333          | 0.27%        | 419                 | 0.34%               | 52           | 0.04%        | 29                        | 0.02%                     | 9,631       | 7.75%       | 124,231    |
| Chiapas             | 691,983                         | 91.88%                          | 21,043       | 2.79%        | 7,745                   | 1.02%                   | 1,436                 | 0.19%                 | 4,958        | 0.65%        | 8,848               | 1.17%               | 1,109        | 0.14%        | 762                       | 0.10%                     | 15206       | 2.01%       | 753,090    |
| Chihuahua           | 372,284                         | 62.02%                          | 153,704      | 25.61%       | 13,157                  | 2.19%                   | 4,719                 | 0.79%                 | 2,813        | 0.47%        | 5,169               | 0.86%               | 740          | 0.12%        | 67                        | 0.01%                     | 47,626      | 7.93%       | 600,279    |
| Coahuila            | 228,687                         | 68.27%                          | 86,155       | 25.72%       | 4,770                   | 1.42%                   | 996                   | 0.30%                 | 2,334        | 0.70%        | 6,581               | 1.96%               | 351          | 0.10%        | 292                       | 0.09%                     | 4,806       | 1.43%       | 334,972    |
| Colima              | 137,371                         | 89.20%                          | 7,126        | 4.63%        | 1,331                   | 0.86%                   | 2,009                 | 1.30%                 | 737          | 0.48%        | 1,788               | 1.16%               | 82           | 0.05%        | 19                        | 0.01%                     | 3,534       | 2.29%       | 153,997    |
| Distrito Federal    | 1,977,179                       | 51.79%                          | 892,214      | 23.37%       | 286,661                 | 7.51%                   | 90,003                | 2.36%                 | 199,963      | 5.24%        | 81,817              | 2.14%               | 18,702       | 0.49%        | 10,779                    | 0.28%                     | 260,092     | 6.81%       | 3,817,410  |
| Durango             | 288,810                         | 76.50%                          | 67,159       | 17.79%       | 7,619                   | 2.02%                   | 2,732                 | 0.72%                 | 280          | 0.07%        | 2,453               | 0.65%               | 413          | 0.11%        | 12                        | 0.003%                    | 14,926      | 2.89%       | 517,341    |
| Estado de México    | 1,553,624                       | 57.83%                          | 606,668      | 22.58%       | 137,571                 | 5.12%                   | 67,423                | 2.51%                 | 91,453       | 3.40%        | 40,497              | 1.51%               | 7,643        | 0.28%        | 851                       | 0.03%                     | 180,793     | 6.73%       | 2,686,523  |
| Guanajuato          | 592,644                         | 66.65%                          | 178,468      | 20.07%       | 10,755                  | 1.21%                   | 61,125                | 6.87%                 | 3,063        | 0.34%        | 12,214              | 1.37%               | 1,154        | 0.13%        | 76                        | 0.01%                     | 29,716      | 3.34%       | 889,215    |
| Guerrero            | 430,840                         | 83.28%                          | 22,392       | 4.33%        | 20,798                  | 4.02%                   | 5,667                 | 1.10%                 | 6,524        | 1.26%        | 15,583              | 3.01%               | 594          | 0.11%        | 17                        | 0.003%                    | 14,926      | 2.89%       | 517,341    |
| Hidalgo             | 499,123                         | 86.45%                          | 50,641       | 8.77%        | 8,876                   | 1.54%                   | 2,998                 | 0.52%                 | 4,806        | 0.83%        | 10,289              | 1.78%               | 537          | 0.09%        | 0                         | 0%                        | 107         | 0.02%       | 577,377    |
| Jalisco             | 840,804                         | 58.52%                          | 359,328      | 25.01%       | 89,946                  | 6.26%                   | 49,284                | 3.43%                 | 6,691        | 0.47%        | 12,122              | 0.84%               | 2,248        | 0.16%        | 112                       | 0.01%                     | 76,308      | 5.31%       | 1,436,843  |
| Michoacán           | 611,252                         | 76.79%                          | 90,201       | 11.33%       | 16,774                  | 2.11%                   | 34,978                | 4.39%                 | 5,106        | 0.64%        | 7,524               | 0.95%               | 723          | 0.09%        | 87                        | 0.01%                     | 29,380      | 3.69%       | 796,025    |
| Morelos             | 256,063                         | 75.86%                          | 33,673       | 9.98%        | 8,587                   | 2.54%                   | 4,754                 | 1.41%                 | 15,142       | 4.49%        | 6,514               | 1.93%               | 644          | 0.19%        | 44                        | 0.01%                     | 12,116      | 3.59%       | 337,537    |
| Nayarit             | 161,561                         | 78.77%                          | 6,833        | 3.33%        | 22,577                  | 11.01%                  | 2,013                 | 0.98%                 | 708          | 0.35%        | 1,106               | 0.54%               | 160          | 0.08%        | 48                        | 0.02%                     | 10,103      | 4.93%       | 205,109    |
| Nuevo León          | 642,648                         | 72.96%                          | 213,606      | 24.25%       | 4,494                   | 0.51%                   | 2,984                 | 0.34%                 | 3,973        | 0.45%        | 3,615               | 0.41%               | 853          | 0.10%        | 39                        | 0.004%                    | 8,653       | 0.98%       | 880,865    |
| Oaxaca              | 676,410                         | 88.20%                          | 46,185       | 6.02%        | 20,908                  | 2.73%                   | 2,296                 | 0.30%                 | 4,948        | 0.65%        | 4,467               | 0.58%               | 580          | 0.08%        | 58                        | 0.01%                     | 11,057      | 1.44%       | 766,909    |
| Puebla              | 1,109,871                       | 78.23%                          | 135,615      | 9.56%        | 25,668                  | 1.81%                   | 8,455                 | 0.60%                 | 9,575        | 0.67%        | 8,802               | 0.62%               | 1,209        | 0.09%        | 126                       | 0.01%                     | 119,393     | 8.42%       | 1,418,714  |
| Querétaro           | 200,118                         | 76.08%                          | 40,518       | 15.40%       | 3,439                   | 1.31%                   | 4,543                 | 1.73%                 | 1,267        | 0.48%        | 1,429               | 0.54%               | 467          | 0.18%        | 18                        | 0.01%                     | 11,222      | 4.27%       | 263,021    |
| Quintana Roo        | 89,361                          | 92.52%                          | 3,513        | 3.64%        | 896                     | 0.93%                   | 247                   | 0.26%                 | 302          | 0.31%        | 845                 | 0.87%               | 65           | 0.07%        | 15                        | 0.02%                     | 1,343       | 1.39%       | 96,587     |
| San Luis Potosí     | 415,999                         | 83.22%                          | 41,171       | 8.24%        | 3,907                   | 0.78%                   | 21,209                | 4.24%                 | 2,389        | 0.48%        | 4,149               | 0.83%               | 710          | 0.14%        | 49                        | 0.01%                     | 10,321      | 2.06%       | 499,904    |
| Sinaloa             | 489,280                         | 79.57%                          | 65,035       | 10.58%       | 31,947                  | 5.20%                   | 2,713                 | 0.44%                 | 5,374        | 0.87%        | 4,596               | 0.75%               | 827          | 0.13%        | 48                        | 0.01%                     | 15,112      | 2.46%       | 614,932    |
| Sonora              | 426,648                         | 74.79%                          | 113,166      | 19.84%       | 6,759                   | 1.18%                   | 1,688                 | 0.30%                 | 4,759        | 0.83%        | 1,215               | 0.21%               | 742          | 0.13%        | 152                       | 0.03%                     | 15,335      | 2.69%       | 570,464    |
| Tabasco             | 315,340                         | 93.00%                          | 11,706       | 3.45%        | 2,129                   | 0.63%                   | 645                   | 0.19%                 | 1,045        | 0.31%        | 2,921               | 0.86%               | 207          | 0.06%        | 9                         | 0.003%                    | 5,080       | 1.50%       | 339,082    |
| Tamaulipas          | 514,472                         | 83.00%                          | 60,663       | 9.79%        | 8,219                   | 1.33%                   | 6,293                 | 1.02%                 | 3,311        | 0.53%        | 3,917               | 0.63%               | 958          | 0.15%        | 53                        | 0.01%                     | 21,960      | 3.54%       | 619,846    |
| Tlaxcala            | 190,754                         | 81.38%                          | 21,890       | 9.34%        | 3,897                   | 1.66%                   | 10,035                | 4.28%                 | 1,048        | 0.45%        | 836                 | 0.36%               | 139          | 0.06%        | 35                        | 0.01%                     | 5,758       | 2.46%       | 234,392    |
| Veracruz            | 1,787,317                       | 85.89%                          | 69,622       | 3.35%        | 43,769                  | 2.10%                   | 29,187                | 1.40%                 | 14,017       | 0.67%        | 73,672              | 3.54%               | 4,569        | 0.22%        | 14,246                    | 0.68%                     | 44,492      | 2.14%       | 2,080,891  |
| Yucatán             | 271,844                         | 81.21%                          | 59,275       | 17.71%       | 322                     | 0.10%                   | 389                   | 0.12%                 | 947          | 0.28%        | 411                 | 0.12%               | 141          | 0.04%        | 4                         | 0.001%                    | 1,395       | 0.42%       | 334,728    |
| Zacatecas           | 350,986                         | 85.15%                          | 39,859       | 9.67%        | 6,903                   | 1.67%                   | 2,707                 | 0.66%                 | 1,435        | 0.35%        | 1,587               | 0.39%               | 176          | 0.04%        | 25                        | 0.01%                     | 8,518       | 2.07%       | 412,196    |
| Total               | 16,721,206                      | 70.96%                          | 3,697,995    | 15.69%       | 821,993                 | 3.49%                   | 433,886               | 1.84%                 | 416,448      | 1.77%        | 341,205             | 1.45%               | 48,413       | 0.21%        | 28,474                    | 0.12%                     | 1,053,616   | 4.47%       | 23,563,236 |
| Fuente: CEDE        |                                 |                                 |              |              |                         |                         |                       |                       |              |              |                     |                     |              |              |                           |                           |             |             |            |

## Resultados de la elección para el Congreso de la Unión

### Senado de la República
|  | 70.61 % |

|  | 17.82 % |

|  | 4.20 % |

|  | 2.12 % |

|  | 1.82 % |

|  | 1.55 % |

|  | 1.07 % |

|  | 0.74 % |

|  | 0.01 % |

|  | 0.06 % |

|  | 92.06 % |

|  | 7.94 % |

|  | 100.00 % |

|  | 71.15 % |

### Cámara de Diputados
|  | 72.79 % |

|  | 69.36 % |

|  | 11.79 % |

|  | 17.52 % |

|  | 4.29 % |

|  | 4.37 % |

|  | 2.46 % |

|  | 2.27 % |

|  | 2.11 % |

|  | 1.89 % |

|  | 1.97 % |

|  | 1.78 % |

|  | 1.42 % |

|  | 1.27 % |

|  | 1.30 % |

|  | 1.35 % |

|  | 0.25 % |

|  | 0.19 % |

|  | 3.09 % |

|  | 0.00 % |

|  | 93.91 % |

|  | 99.05 % |

|  | 6.09 % |

|  | 0.05 % |

|  | 100.00 % |

|  | 100.00 % |

|  | 72.56 % |

|  | 66.38 % |

Fuente: Diario oficial de la federación y diario de los Debates de la Cámara de Diputados.

## Posterior a las elecciones
Como consecuencia de las elecciones, el Partido Social Demócrata y el Partido Auténtico de la Revolución Mexicana (este a pesar de haber postulado al candidato triunfador, Miguel de la Madrid) perdieron su registro al no haber obtenido el 1.5% de los votos requeridos por la ley. El PARM recuperaría el registro en 1984, adoptando a partir de entonces una línea más crítica hacia el gobierno, a diferencia de lo sucedido en las décadas anteriores en las que el PARM había sido considerado un partido satélite del PRI.
El incremento en la participación electoral, que alcanzó 74.82% según las cifras oficiales, fue ampliamente celebrado por el gobierno como un avance en contra del abstencionismo.
A pesar de ello y del resultado positivo para el oficialismo, la condición económica siguió agravándose. En agosto, el país declaró una moratoria de la deuda externa, y el peso sufrió una nueva devaluación, quedando el tipo de cambio en alrededor de 70 pesos por dólar. Hacia el cierre del año el dólar llegó a 149 pesos, con lo que en 1982 la devaluación acumulada fue de 470%.
El desprestigio de López Portillo hacia el final de su gobierno, en medio de la grave crisis económica y de los monumentales escándalos de corrupción que envolvían a miembros de su gobierno y de su familia, no tenía precedentes en la memoria reciente del país.
La situación estaba tan mal que el 1 de septiembre de 1982, durante su último informe de gobierno, el presidente López Portillo pidió perdón a los desposeídos por no haber combatido de mejor manera la desigualdad social. Durante dicho informe de gobierno, López Portillo anunció por decreto la nacionalización de la banca y el control generalizado de cambios.  Estas medidas, tomadas tan solo tres meses antes de que terminara su mandato, causaron serias diferencias con el ya presidente electo De la Madrid, quien había expresado su total desacuerdo con la medida y posteriormente escribiría que "implicaba para mí una grave falta de respeto y la sospecha de que el Presidente pretendía condicionar mi gobierno". La relación entre ambos continuó deteriorándose en los meses posteriores, pues De la Madrid percibía que López Portillo, a través de su hijo José Ramón, estaba intentando ejercer demasiado protagonismo como presidente saliente y que intentaba ensombrecer al presidente electo imponiéndole más "candados".
El Partido Acción Nacional (PAN), que postuló a Pablo Emilio Madero a la presidencia, denunció presuntas irregularidades en las elecciones, tales como uso irrestricto de los recursos públicos en favor de los candidatos oficiales, vaciado de padrones electorales, "empanzonamiento" de urnas, y que varias boletas con votos para Madero y otros candidatos de oposición habrían sido tiradas a la basura por funcionarios del PRI; si bien no llegaron al extremo de negar que De la Madrid había sido el vencedor, el PAN afirmó que el margen de victoria del candidato priísta había sido artificialmente inflado, y que Madero había obtenido al menos 4 millones de votos. Con tales argumentos, en la sesión de la Cámara de Diputados del 9 de septiembre el PAN votó en contra del dictamen que declaró presidente electo a De la Madrid.